# Émilie Fer
Émilie Fer (Bourg-Saint-Maurice, 17 de febrero de 1983) es una deportista francesa que compitió en piragüismo en la modalidad de eslalon.
Participó en dos Juegos Olímpicos de Verano, obteniendo una medalla de oro en Londres 2012, en la prueba de K1 individual, y el séptimo lugar en Pekín 2008, en la misma prueba.
Ganó cuatro medallas de en el Campeonato Mundial de Piragüismo en Eslalon entre los años 2006 y 2015, y seis medallas en el Campeonato Europeo de Piragüismo en Eslalon entre los años 2009 y 2015.
En 2013 fue nombrada caballero de la Legión de Honor.

## Palmarés internacional
| Juegos Olímpicos   | Juegos Olímpicos            | Juegos Olímpicos  | Juegos Olímpicos |
| Año                | Lugar                       | Medalla           | Competición      |
| ------------------ | --------------------------- | ----------------- | ---------------- |
| 2012               | Londres (Reino Unido)       | Medalla de oro    | K1 individual    |
| Campeonato Mundial |                             |                   |                  |
| Año                | Lugar                       | Medalla           | Competición      |
| 2006               | Praga (República Checa)     | Medalla de oro    | K1 por equipos   |
| 2013               | Praga (República Checa)     | Medalla de oro    | K1 individual    |
| 2014               | Deep Creek (Estados Unidos) | Medalla de oro    | K1 por equipos   |
| 2015               | Londres (Reino Unido)       | Medalla de bronce | K1 por equipos   |
| Campeonato Europeo |                             |                   |                  |
| Año                | Lugar                       | Medalla           | Competición      |
| 2009               | Nottingham (Reino Unido)    | Medalla de plata  | K1 individual    |
| 2012               | Augsburgo (Alemania)        | Medalla de plata  | K1 por equipos   |
| 2013               | Cracovia (Polonia)          | Medalla de oro    | K1 por equipos   |
| 2014               | Viena (Austria)             | Medalla de bronce | K1 individual    |
| 2014               | Viena (Austria)             | Medalla de bronce | K1 por equipos   |
| 2015               | Markkleeberg (Alemania)     | Medalla de bronce | K1 por equipos   |